# Viktor Rönneklev
Viktor Rönneklev (* 16. August 1982 in Jönköping) ist ein ehemaliger schwedischer Fußballspieler. Der Abwehrspieler bestritt in seiner Karriere über 200 Profispiele in Schweden.

## Werdegang
Rönneklev begann mit dem Fußballspielen bei Bankeryds SK. Beim seinerzeitigen Drittligisten Husqvarna FF debütierte er 2001 im Erwachsenenbereich, mit der Mannschaft scheiterte er mehrfach nur knapp am Aufstieg zur Superettan. Jedoch hatte er höherklassig auf sich aufmerksam gemacht, Anfang 2004 schloss er sich dem Zweitligisten IFK Norrköping an. Dort war er auf Anhieb Stammspieler, auch hier verpasste er mit der Mannschaft mehrfach nur knapp den Aufstieg. In der Spielzeit 2007 wurde er mit dem Klub Zweitligameister und stieg in die Allsvenskan auf. Dabei war er in allen 30 Saisonspielen in der Startformation, zudem erzielte er zwei Tore.
Die höchste schwedische Spielklasse erwies sich für Rönneklev und seine Mannschaftskollegen als zu schwierig, als Tabellenletzter stieg der IFK Norrköping direkt wieder ab. Fand sich die Mannschaft in der ersten Zweitligaspielzeit im Abstiegskampf wieder, so kehrte sie in der Spielzeit 2010 wieder in die Erfolgsspur zurück und Rönneklev trug an der Seite von Anders Whass, Kristoffer Arvhage, Daniel Bamberg und Shpëtim Hasani in 26 Saisonspielen zum Wiederaufstieg in die Allsvenskan bei. Anschließend verlängerte der Verein seinen Vertrag um zwei weitere Spielzeiten. Das folgende Jahr in der Allsvenskan war jedoch von Verletzungen überschattet. Letztlich kam er nur zu fünf Spieleinsätzen, davon zwei in der Startformation. Im Dezember 2012 verließ er schließlich den Klub und zog zu Jönköpings Södra IF weiter, wo er sich zunächst für zwei Jahre band. Anfangs platzierte er sich mit dem Zweitligisten im Tabellenmittelfeld. Am Ende der Spielzeit 2015 gelang als Zweitligameister vor dem Östersunds FK die Rückkehr in die Allsvenskan. Nach Ende der Erstliga-Spielzeit 2016 beendete er dort seine aktive Profikarriere.